# Aghbal (Marocco)
Aghbal  (in arabo اغبال‎?) è un centro abitato e comune rurale del Marocco situato nella provincia di Berkane, regione di Regione Orientale. Conta una popolazione di 14 908 abitanti (censimento 2014).